# Entomophthoromycotina
Sous-division
Les Entomophthoromycotina sont une sous-division de champignons qui sont principalement des pathogènes d'insectes. 

## Systématique
Selon MycoBank :
- Classe des Neozygitomycetes

- Ordre des Neozygitales

- Famille des Neozygitaceae

- Classe des Entomophthoromycetes

- Ordre des Entomophthorales

- Famille des Ancylistaceae
- Famille des Completoriaceae
- Famille des Entomophthoraceae
- Famille des Erynioideae
- Famille des Massosporoideae
- Famille des Meristacraceae
- Genre Zygaenobia (incertae sedis)